# English Springer Spaniel
Der English Springer Spaniel ist eine von der FCI anerkannte britische Hunderasse (FCI-Gruppe 8, Sektion 2, Standard Nr. 125).

## Herkunft und Geschichtliches
Die Vorfahren des heutigen Springer Spaniel zählen zu den ältesten Jagdhundtypen Großbritanniens und sollen Ahnen aller Spaniels sein (bis auf den Clumber Spaniel). Schon im 17. Jahrhundert wurde der Typ in der Literatur erwähnt, 1803 gab es eine Illustration in The Sportsman’s Cabinet und 1885 wurde in England für ihn der Spaniel Club gegründet.
Der Springer Spaniel ist ein Stöber- und Apportierhund, auch im Hundesport ist er gut einsetzbar. In der Vergangenheit sollte er das Wild in Stellnetze oder in offenes Gelände treiben, um es für die Windhunde und Falken jagdbar zu machen. Der Name leitet sich von der englischen Beschreibung ab: „This dog takes his name from ‚springing‘ the birds originally for the nets and later for the guns.“

## Beschreibung

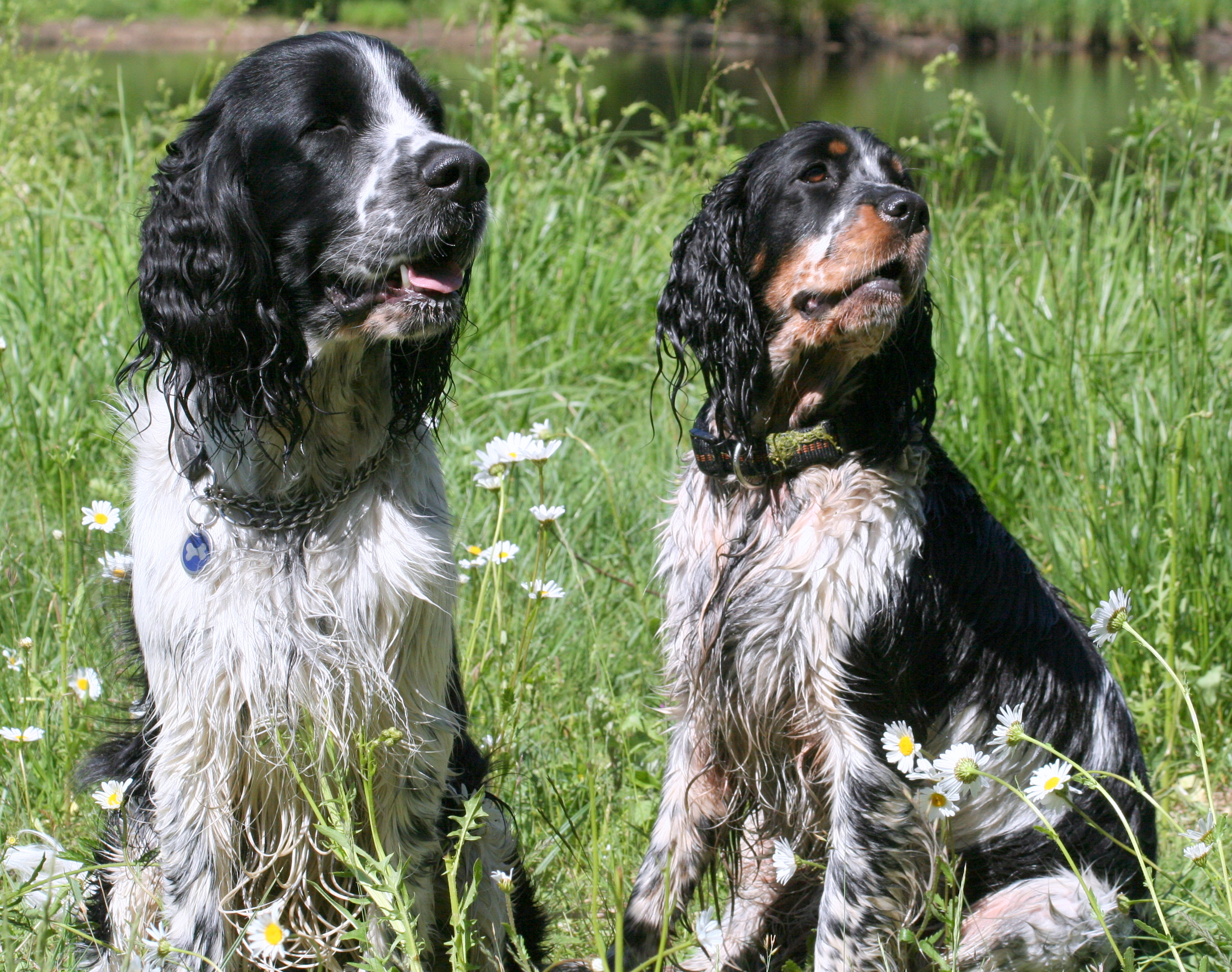
Rüde schwarz-weiß und Hündin schwarz-weiß mit loh

Der englische Springer Spaniel, auch english springer spaniel, oder auch duckdog genannt, ist ein mittelgroßer Hund mit einer durchschnittlichen Schulterhöhe von 46–56 cm. Das Fell des Hundes variiert in der Farbgebung von schwarz, zu braun, zu weiß und ist mitunter durch loh untersetzt. Die Struktur des Haarkleides kann gelockt, gewellt oder auch glatt sein. Die Form des Kopfes kann mitunter bullig beim Rüden und feingliedriger bei der Hündin ausfallen, die Lefzen zeigen sich obligatorisch lang über den Eckzähnen. Fang und Stirnpartie weisen eine klare Abgrenzung durch das Nasenbein auf. Die Gangart des Hundes gleicht einem leichten Trab, Kanter oder auch Galopp.

## Verwendung
Der Springer Spaniel wurde bereits im 17. Jahrhundert als Apportier- und Stöberhund geführt, wie im folgenden Text beschrieben: „The dog takes his name from springing the birds originally for the nets, later for the guns“ – zu deutsch: springing the game....das Wild hochmachen / aus der Deckung sprengen. Heute wird der Springer Spaniel in Deutschland und Österreich als Stöberhunderasse geführt. Der Stöberhund ist ein feinnasiger, spur- oder fährtenlauter Jagdhund.
Der Springer Spaniel ist der älteste unter den englischen Spaniels und hat sich seine Eigenschaften als Jagdhund weitestgehend bewahrt. Was in alten Dokumenten als „laut jagende Hunde“ beschrieben wird, findet sich heute im Spurlaut der zur Jagd verwendeten Linien wieder. Aus vornehmlicher Schönheitszucht wird er heute auch oft als Familienhund gehalten.

## Wesen
Der Springer Spaniel liebt die Bewegung in Feld und Wald. Er ist nicht „Everybody’s Darling“, sondern schließt sich eng an seine Bezugsperson(en) an. Sein ruhiges und freundliches Wesen erlauben es dem Hund dabei auch im Familienverband mit Kindern und anderen Familienmitgliedern im gleichen Haushalt zu leben.
Charakteristisch für den Springerspaniel kann mitunter auch seine überschwängliche Art, insbesondere in der Pubertät, sein.

## Rassetypische Erkrankungen
Wie bei den meisten Hunderassen gibt es auch beim English Springer Spaniel Erkrankungen, welche häufiger auftreten.
Zu nennen sind hier Hüftdysplasie und retinale Pigmentepitheldystrophie (RPED früher CPRA).
Einige Springer Spaniels sind anfällig für Ohreninfektionen. Das Risiko kann durch regelmäßige Kontrolle und äußere Reinigung der Ohren verringert werden.
Bei Springer Spaniels kann eine erbliche dominante Aggression (Springer Rage Syndrome) auftreten, die sich primär gegen die Familie des Hundes richtet. Betroffene Hunde greifen ohne ersichtliche Provokation ihnen bekannte Personen an und verursachen dabei teilweise schwere Bissverletzungen. Dabei besteht unter anderem ein Zusammenhang mit spezifischen Vorfahren im Stammbaum der Hunde. Als molekulare Basis wird ein Problem im Serotoninstoffwechsel vermutet. Ähnliche Syndrome sind auch bei anderen Rassen beschrieben (English Cocker Spaniel, Deutscher Schäferhund, Dobermann, Berner Sennenhund).
Das Akrale Mutilationssyndrom ist eine angeborenen Nervenkrankheit mit Selbstverstümmelung der Pfoten.